# 湯の丸高原

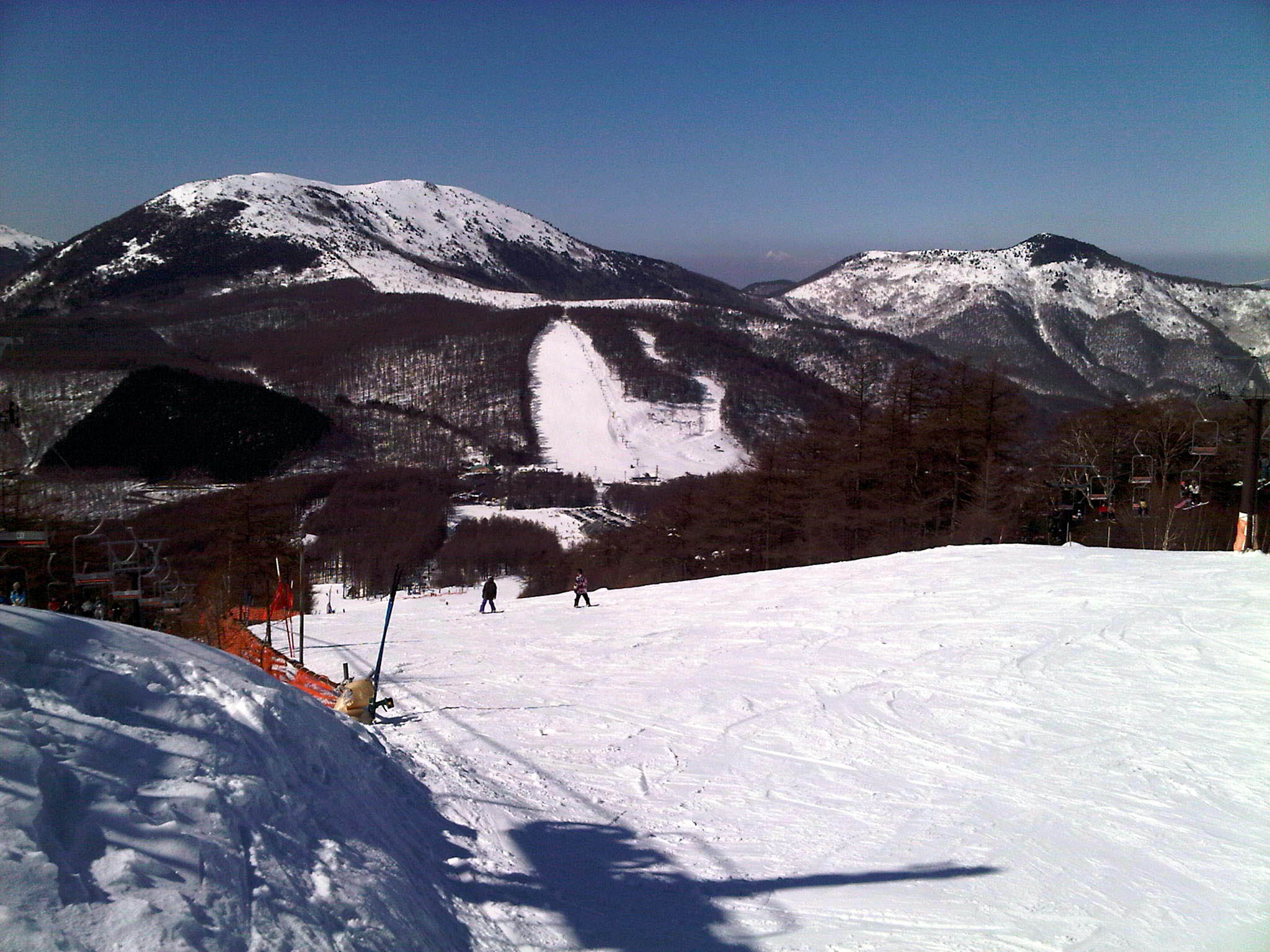
湯の丸高原

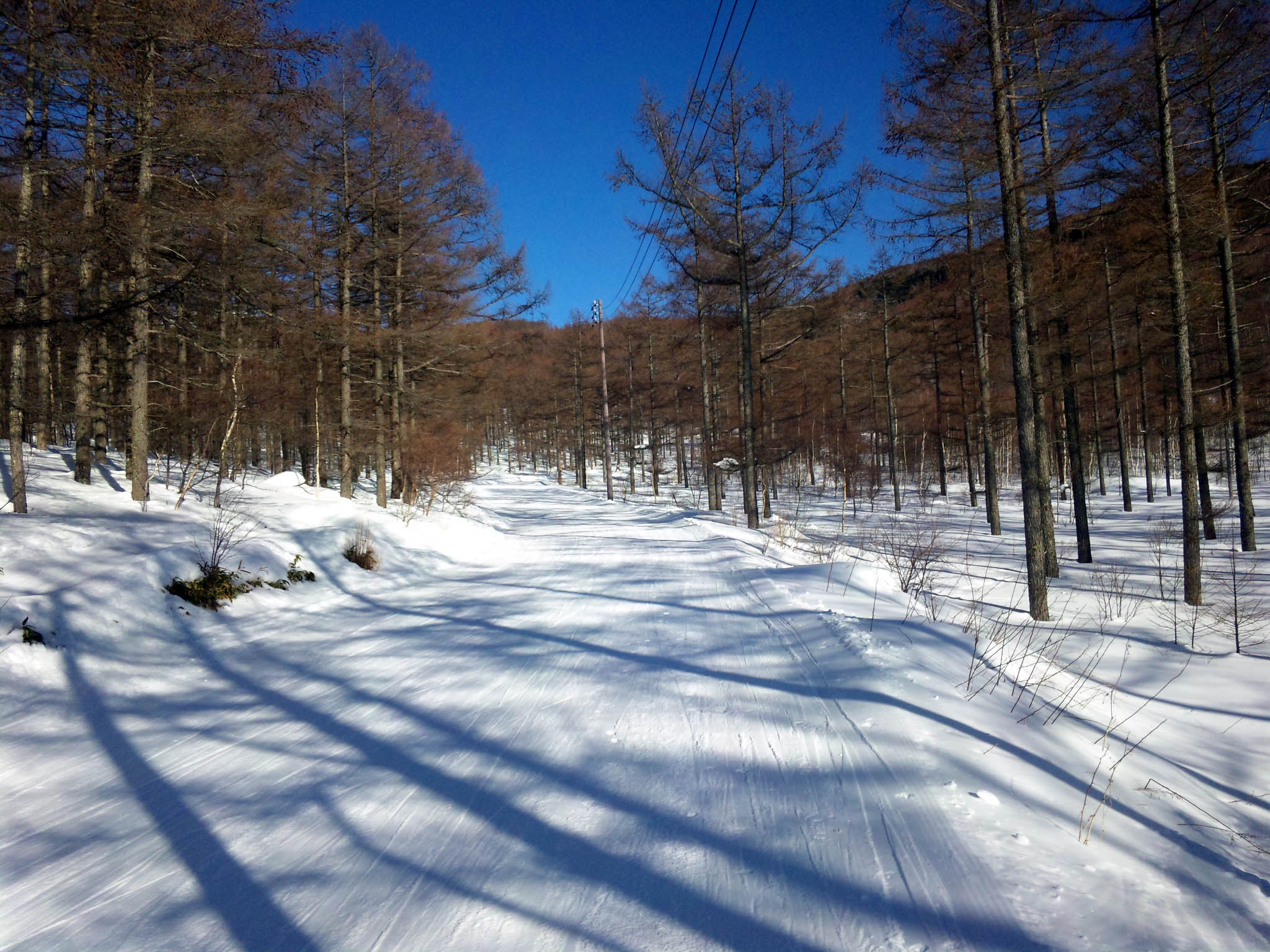
湯の丸高原の森林。スキー場の林間コースとなっている。

湯の丸高原（または、湯ノ丸高原）（ゆのまるこうげん）は、上信越高原国立公園に属し、湯ノ丸山の東側、浅間連峰の西側に位置する、長野県東御市と群馬県吾妻郡嬬恋村にまたがる、標高1,800～2,000mの高原地帯である。
気候は、亜高山帯で湯ノ丸高原一帯は、別名「花高原」と呼ばれている。
スキー場など各種レジャー施設があり、6月下旬ごろは国の天然記念物である、60万株の湯の丸レンゲツツジ群落が一斉に咲き、冬は湯の丸スキー場として、観光客が多く訪れ、賑わいを見せている。

## 自然

### 山
周辺部に、湯ノ丸山、烏帽子岳、篭ノ登山（東篭ノ登山・西篭ノ登山）、三方ヶ峰といった2,000m級の山。

### 気候
夏は涼しく、冬は寒い。

## 観光

### スキー場
- 湯の丸スキー場
- 鹿沢スノーエリア

### その他
- レンゲツツジ大群落
- マレットゴルフ場（45ホール）
- 高原牧場

## アクセス
- 上信越自動車道東部湯の丸IC、小諸ICから車で20分。

- しなの鉄道線滋野駅から15km、車・タクシーで25分。
- 北陸新幹線佐久平駅から30km、車・バスで50分。